# 生活大爆炸 (第七季)
《生活大爆炸》（第七季）是哥伦比亚广播公司發行的美国情景喜剧，从2013年9月26日起开始放映，至2014年5月15日完结，共有24集。
凯莉·库柯在2013年12月31日與萊恩·斯威廷結婚後，在《展覽的難題（The Convention Conundrum）》一集的演員名單中被稱為“姬莉·戈高－斯威廷”。在第66屆黃金時段艾美獎頒獎典禮上，马伊姆·拜力克憑藉《優柔寡斷的合併（The Indecision Amalgamation）》一集獲得黃金時段艾美獎喜劇類影集最佳女配角獎提名，吉姆·帕森斯則憑藉《關係的分離（The Relationship Diremption）》一集贏得黃金時段艾美獎喜劇類影集最佳男主角獎。此外，鮑勃·紐哈特在同年也憑藉《質子的幻化（The Proton Transmogrification）》一集獲得黃金時段艾美獎喜劇類影集最佳客串男演員獎提名。為慶祝星球大戰日，卢卡斯影业幫助創作了《質子的幻化（The Proton Transmogrification）》一集。

## 概述
潘妮在經歷人生低谷後請求里安納向她求婚，兩人最終訂婚。霍華德和伯納黛特要照顧受傷的霍華德母親一段時間，最後由斯圖爾特負責照顧她。薛爾登和艾米開始有親密的身體接觸，但薛爾登在最後離開了城市。雷傑終於與艾蜜莉開始一段新戀情。

## 角色
| - 约翰尼·盖尔克奇 飾演 里安納·荷夫斯特博士 - 吉姆·帕森斯 飾演 薛爾登·高栢博士 - 凯莉·库柯 飾演 潘妮 - 西蒙·黑尔贝格 飾演 霍华德·沃洛维兹 - 昆瑙·纳亚尔 飾演 雷傑·高化波里博士 - 马伊姆·拜力克 飾演 艾米·法拉·福勒博士 - 梅丽莎·劳奇 飾演 伯納黛特·羅斯坦考斯基博士 - 比爾·奈 飾演 他自己 - 艾拉·弗拉托 飾演 他自己 - 詹姆斯·厄爾·瓊斯 飾演 他自己 - 嘉莉·費雪 飾演 她自己 | - 蕾吉娜·金 飾演 珍妮·戴維斯 - 凱文·薩斯曼 飾演 斯圖爾特·布魯姆 - 克莉絲汀·巴倫絲基 飾演 貝弗利·荷夫斯特博士 - 鮑勃·紐哈特 飾演 阿瑟·杰弗里斯博士/質子教授 - 凱特·米庫奇 飾演 露西（Lucy） - 卡羅爾·安·蘇西 飾演 和路威茲夫人 - 凱西·桑德 飾演 邁克·羅斯坦考斯基 - 布萊恩·托馬斯·史密斯 飾演 扎克·約翰遜 - 威尔·惠顿 飾演 他自己 - 約翰·羅斯·博維 飾演 巴里·克里普克博士 - 蘿莉·麥凱佛 飾演 瑪麗·高栢 - 伊恩·斯科特·魯道夫（Ian Scott Rudolph）飾演 運動褲隊長 - 邁克爾·馬西莫諾 飾演 他自己 - 勞拉·斯賓塞 飾演 艾蜜莉·斯威尼醫生 - 布賴恩·波森 飾演 伯特·基布勒博士 - 史蒂芬·霍金 飾演 他自己（畫外音） | - 蘇菲·小田 飾演 格蕾絲 - 亞倫·高橋（Aaron Takahashi） 飾演 一位科學家 - 托德·埃里克·安德魯斯（Todd Eric Andrews） 飾演 岡德森博士 - 摩根·休伊特（Morgan Hewitt） 飾演 麗茲 - 乔西·佩克 飾演 傑西 - 塔尼亞·雷蒙德 飾演 伊薇特 - 克里斯托弗·內曼（Christopher Neiman） 飾演 德雷福斯博士 - 金伯利·赫伯特·格雷戈里 飾演 達沃拉女士 - 史提夫·瓦倫丁 飾演 肯尼斯 - 莫妮卡·加西亞（Monica Garcia） 飾演 瑪麗亞 |

## 剧集
| 總集數 | 集數 （季） | 標題                                                    | 導演          | 編劇 | 首播日期       | 製作 代碼 | 美國收視人數 （百萬） |
| --- | ----------- | ------------------------------------------------------- | ------------- | --- | -------------- | --------- | --------------------- |
| 136 | 1           | 荷夫斯特的不足 The Hofstadter Insufficiency             | 马克·森卓斯基 | 故事：查克·洛尔、史蒂文·莫拉羅 塔拉·埃爾南德斯（Tara Hernandez） 劇本：埃里克·卡普兰、占·雷諾茲（Jim Reynolds） 史蒂夫·霍蘭德 | 2013年9月26日  | 4X5301    | 18.99                 |
| 潘妮和薛爾登因同樣想念不在的里安納而聯繫起來。潘妮打電話給正在船上聚會的里安納，顯然他並沒有想念她。潘妮建議與薛爾登交換秘密，她說自己曾在一部未上映的恐怖電影《連環殺人猿》中赤裸上身——這對薛爾登來說並不陌生，因為霍華德在他們第一次見面時就已經發現了這段影片。薛爾登的“秘密”是不喜歡YouTube的新評分系統——潘妮對此毫不感興趣，更幾乎生氣地離開，但她在意識到傷害了薛爾登的感情後留下並道歉。與此同時，雷傑在大學活動中與最近離婚的珍納·戴維斯夫人交談，他在最初不小心用關於她的婚姻問題的侮辱了她，但後來向她道歉。雷傑堅稱他不是在追求她，但後來告訴霍華德他和珍納“有過浪漫的時刻”。在一次生物學大會上，艾米和伯納黛特感到很驚喜，因為有兩個男人請她們飲料。伯納黛特暗示艾米的熱情源於她對來自薛爾登的浪漫愛情的渴望，但伯納黛特透露她被一個長得像薛爾登的男人所吸引，艾米更喜歡長得像霍華德的男人。 標題出處: 潘妮和薛爾登在里安納不在的時候想念他，而里安納似乎並沒有想念他們。 |             |                                                         |               | |                |           |                       |
| 137 | 2           | 欺騙的驗証 The Deception Verification                   | 马克·森卓斯基 | 故事：查克·洛尔、艾力·卡普蘭、占·雷諾茲 劇本：史蒂文·莫拉羅、史蒂夫·霍蘭德 瑪麗亞·法拉利（Maria Ferrari）                     | 2013年9月26日  | 4X5302    | 20.44                 |
| 里安納比預定時間更早回來並躲在潘妮的公寓裡，希望讓她驚喜，這樣他們就可以獨處了。薛爾登意識到潘妮的公寓裡有其他人，他懷疑她背叛了里安納。為了當場抓住潘妮出軌，薛爾登和艾米撞進潘妮的公寓，他們卻看到里安納在裡面。薛爾登對里安納沒有告訴他回來很生氣，並且拒絕相信他所說的任何話，然而在霍華德的幫助下他們最終和解了。至於霍華德本人，他經歷了體重增加和情緒波動，因為他在沒有戴手套的情況下給母親塗抹了雌激素軟膏，雌激素不經意間被他的皮膚吸收了。雷傑以極其親密的方式與霍華德確認身體狀況，這讓伯納黛特感到震驚。當大夥們在公寓裡吃晚飯時，里安納注意到雷傑可以在不喝酒的情況下與女性交談，其他人透露這在他前往北海探險之後發生。 標題出處: 薛爾登問里安納是不是因為不喜歡他這個朋友而沒有告訴他早回來了。 |             |                                                         |               | |                |           |                       |
| 138 | 3           | 尋寶的渦流 The Scavenger Vortex                         | 马克·森卓斯基 | 故事：戴夫·格奇（Dave Goetsch）、艾力·卡普蘭 史蒂夫·霍蘭德 劇本：史蒂文·莫拉羅、占·雷諾茲、瑪麗亞·法拉利                      | 2013年10月3日  | 4X5303    | 18.22                 |
| 在大夥們抱怨雷傑的謀殺之謎派對後，他創建了一個帶有10條線索的尋寶遊戲，以引導獲勝者找到一枚金幣的位置。大夥們首先提議每對情侶一組，但里安納建議從帽子裡抽名字決定。潘妮生氣了，她認為是因為里安納不想與“愚蠢”的她一組。抽籤後決定的組別是薛爾登和潘妮、霍華德和艾米，以及里安納和伯納黛特。儘管他們之間有很大差異，但潘妮和薛爾登在不同線索間能很好地分別找出答案。伯納黛特競爭心很大，而里安納心不在焉地認為潘妮生他的氣，伯納黛特為了獲勝而撒謊說潘妮經常侮辱他，以激起他的好勝心。艾米和霍華德從未兩人單獨相處，卻因為對尼爾·戴門音樂的共同熱愛而聯繫起來，他們最終放棄了尋寶並在芝士蛋糕工廠卡拉OK了尼爾的歌曲。在最後階段，里安納、伯納黛特和潘妮推斷硬幣在薛爾登的沙發專用位並跑上公寓，卻發現那裡沒有硬幣。最後，雷傑透露他將金幣放進每個人的口袋，這樣所有人都會贏：他的目標是教導友誼的價值。令雷傑沮喪的是，里安納、伯納黛特和潘妮很生氣，因為他們付出了很多努力，遊戲卻沒有明確的贏家，並因此將雷傑趕出公寓。 標題出處: 在大夥們拒絕參加雷傑的謀殺之謎派對後，他為他們安排了一次尋寶活動。 |             |                                                         |               | |                |           |                       |
| 139 | 4           | 奪寶奇兵的最小化 The Raiders Minimization               | 马克·森卓斯基 | 故事：查克·洛爾、占·雷諾茲、塔拉·埃爾南德斯 劇本：史蒂文·莫拉羅、史提夫·霍蘭德、瑪麗亞·法拉利                                 | 2013年10月10日 | 4X5304    | 17.64                 |
| 艾米和薛爾登一起看《奪寶奇兵》。當薛爾登問艾米對該電影有何看法時，她認為印第安纳·琼斯是多餘的，因為如果沒有他，故事的結果也會一樣。在艾米弄糟電影後，薛爾登試圖找到她喜歡的東西並弄糟它。薛爾登和艾米一起觀看她最喜歡的電視節目《草原上的小房子》，並不斷指出其歷史上的不準確之處。艾米意識到他的目的，說他應該讓她知道他是否生氣，而不是尋求報復。最後薛爾登答應了，而艾米也道歉。為了心理學課，潘妮買了《令人失望的孩子》（里安納的母親在裡面寫了關於他的童年問題）這本書作參考，這讓里安納心煩意亂。潘妮特意安慰里安納，然而他卻不斷利用她的同情。霍華德得知後嘗試利用在伯納黛特身上但未成功，伯納黛特將霍華德的詭計告訴了潘妮。潘妮現在看穿了里安納，她穿著娃娃裝，引誘里安納脫光衣服和褲子，結果卻在他面前打開他的母親的視像通話作為報復。與此同時，雷傑和斯圖爾特查看他們新上傳的線上約會網站資料，然而沒有女性留下任何信息，他們因而感到沮喪。後來他們意識到他們不需要約會網站，並決定在現實生活中結識女性。 標題出處: 艾米指出了《奪寶奇兵》中的一個缺陷，並毀了薛爾登對其的鍾愛。 |             |                                                         |               | |                |           |                       |
| 140 | 5           | 工作場所的接近度 The Workplace Proximity                | 马克·森卓斯基 | 故事：史蒂文·莫拉羅、史提夫·霍蘭德、瑪麗亞·法拉利 劇本：查克·洛爾、艾力·卡普蘭、占·雷諾茲                                     | 2013年10月17日 | 4X5305    | 17.80                 |
| 艾米告訴薛爾登她將在加州理工學院進行一項實驗，並問他對此有何看法——薛爾登原本沒問題，直到霍華德解釋說他不想和伯納黛特一起工作，也不想日夜陪伴她。薛爾登收回他的贊同，但艾米說她仍然會接受這份工作。薛爾登向伯納黛特提到霍華德的意見，她隨後與霍華德對質，伯納黛特在他試圖否認後非常生氣，迫使霍華德留在雷傑的公寓。第二天，當薛爾登在艾米的同事面前讓她難堪時，她更生氣了。伯納黛特後來來到雷傑的公寓向霍華德道歉，霍華德承諾會花更多的時間陪她，但要在他和雷傑玩完遊戲之後，這再次激怒了伯納黛特。在家裡，潘妮和里安納向薛爾登解釋艾米是對的，所以薛爾登去艾米的公寓道歉，但又一次冒犯了她，說她讓人很難忍受。在芝士蛋糕工廠，艾米和伯納黛特都對她們重要的伴侶感到沮喪。潘妮向他們保證，里安納會和他們談談，讓他們坦誠相待；然而，男孩們卻在公寓裡用激光和氣球玩飛碟射擊。 標題出處: 艾米和薛爾登現在都在加州理工學院，但不同的部門工作。 |             |                                                         |               | |                |           |                       |
| 141 | 6           | 浪漫的共鳴 The Romance Resonance                        | 马克·森卓斯基 | 故事：艾力·卡普蘭、占·雷諾茲、塔拉·埃爾南德斯 劇本：史蒂文·莫拉羅、史提夫·霍蘭德、瑪麗亞·法拉利                               | 2013年10月24日 | 4X5306    | 16.98                 |
| 薛爾登在自己不知情的情況下計算出如何合成一種新的、穩定的超重元素，但隨後意識到他的發現是錯誤的，這破壞了他的成就並讓他感到一種欺詐感。薛爾登的朋友、同事和科學界都對他贊不絕口，但他只是想讓它停止。艾米最後告訴他他不值得這些關注，薛爾登認為這是艾米對他說過最浪漫的話。霍華德讓大夥們和他一起表演他為伯納黛特寫的一首歌，以紀念他們第一次約會的周年紀念日。然而，伯納黛特在她的實驗室發生事故後被隔離，因此霍華德和大夥們在醫院為她演唱了這首歌。里安納說潘妮從不為他做任何浪漫的事；甚至連雷傑的建議也無法激勵她。潘妮隨後送給里安納一本第一版的《銀河便車指南》——這是他成長過程中最喜歡的書。里安納很感激潘妮的心意，但告訴她他已經有了同一本書的第一版。潘妮感覺很糟糕，告訴里安納她希望自己能像他一樣浪漫，更給他看一個有幾十個紀念品的盒子，這些都是里安納浪漫行徑的證明。里安納很感動，因為他認為潘妮保留這些東西非常浪漫。 標題出處: 展現了三對情侶非常不同的表達浪漫的方式。 |             |                                                         |               | |                |           |                       |
| 142 | 7           | 質子的替換 The Proton Displacement                      | 马克·森卓斯基 | 故事：查克·洛爾、瑪麗亞·法拉利 安東尼·德爾·布羅科洛（Anthony Del Broccolo） 劇本：史蒂文·莫拉羅、艾力·卡普蘭、占·雷諾茲       | 2013年11月7日  | 4X5307    | 16.89                 |
| 薛爾登、里安納和艾米在藥店遇到了“質子教授”阿瑟·謝菲斯博士。阿瑟給里安納發電子郵件，請求他幫忙檢閱自己最近的論文。薛爾登想知道阿瑟為什麼不請求他幫忙；艾米說他可能很煩人。薛爾登去道歉，但反而更惹惱了阿瑟。第二天，薛爾登告訴他們他的新朋友是另一位著名的電視科學家“科學傢伙”比爾·奈。薛爾登和比爾離開後，阿瑟問里安納為什麼和薛爾登住在一起。里安納解釋說，儘管薛爾登有怪癖，但他是自己認識的最聰明的人，他們需要彼此。里安納的回答打動了阿瑟，他也請求薛爾登檢閱自己的論文，甚至一起喝杯茶，但前提是潘妮也要在公寓裡。與此同時在女孩之夜，雷傑正在和女孩們製作珠寶，霍華德闖入並通過為她們提供更好的設備來接手主導，這讓雷傑心煩意亂。霍華德再次加入女孩們的另一個女孩之夜；雷傑感到被冷落，但無法表達自己的感受。霍華德為發現雷傑的感情受到了多大的傷害而道歉。最後雷傑使用霍華德教給他的技術製作了一對光劍皮帶扣，並把其中一個送給他。 標題出處: 阿瑟請求里安納而非薛爾登檢閱自己的論文，讓薛爾登與比爾·奈成為“朋友”。 |             |                                                         |               | |                |           |                       |
| 143 | 8           | 發癢大腦的模擬 The Itchy Brain Simulation               | 马克·森卓斯基 | 故事：史蒂文·莫拉羅、比爾·普拉迪、占·雷諾茲 劇本：艾力·卡普蘭、史提夫·霍蘭德、瑪麗亞·法拉利                                   | 2013年11月14日 | 4X5308    | 18.30                 |
| 里安納找到了一張他用薛爾登的卡租來的DVD，其本應在七年前歸還。里安納懇求薛爾登不要發瘋，令他驚訝的是，薛爾登竟然能保持冷靜。薛爾登讓里安納穿上一件發癢的毛衣，直到DVD問題解決，這樣里安納就可以設身處地感受到他的感受。里安納首先尋找DVD商店（停業已久），然後尋找店主（已故），然後是店主的近親（不存在），在此過程中毛衣使他長出嚴重的皮疹。薛爾登最終告訴里安納他在幾年前發現了這張DVD並支付了罰款，他只是想讓里安納吸取教訓。與此同時，潘妮在芝士蛋糕工廠遇到了雷傑的前女友露西，並因為她通過電子郵件與他分手而責罵她。露西打電話給雷傑出來喝咖啡道歉。雷傑希望他們能復合，但露西透露她現在正在和別人約會。潘妮隨後安排雷傑和她的朋友麗茲約會，但雷傑嚇壞了她。 標題出處: 里安納穿著一件不舒服的毛衣，模擬薛爾登在遇到未解決的問題時“大腦發癢”的感覺。 |             |                                                         |               | |                |           |                       |
| 144 | 9           | 感恩節的解耦 The Thanksgiving Decoupling                | 马克·森卓斯基 | 故事：艾力·卡普蘭、史提夫·霍蘭德、瑪麗亞·法拉利 劇本：史蒂文·莫拉羅、占·雷諾茲、傑里米·豪（Jeremy Howe）                      | 2013年11月21日 | 4X5309    | 18.94                 |
| 大夥們在和路威茲夫人家過感恩節。因為她要躺在床上休息（痛風發作），雷傑、伯納黛特和艾米負責做飯。潘妮回憶起她在2010年與前男友扎克在拉斯維加斯的感恩節，以及他們的“假”婚禮。潘妮的朋友告訴她婚禮是真實的，所以她已經合法結婚，這導致她和里安納之間的緊張關係。潘妮邀請扎克來簽署離婚文件以結束他們的婚姻（讓雷傑、伯納黛特和艾米興奮不已）。扎克起初不願簽署，但潘妮要求他這樣做，不久後她與里安納和解。與此同時，霍華德試圖與他的岳父邁克建立聯繫，而邁克卻開始與薛爾登聯繫起來，因為薛爾登小時候被迫和父親一起看美式足球比賽，所以他懂得很多足球知識。因為薛爾登的父親在他年幼時去世，邁克與他分享啤酒以安慰他之後，他們一拍即合。艾米命令醉酒的薛爾登在侮辱霍華德後向他道歉。薛爾登誇獎艾米，然後拍了拍她的屁股，要她拿多點啤酒給他們。艾米很震驚，但對這種身體接觸感到高興。邁克最終稱讚霍華德，但隨後將自己的好意歸因於喝醉了。 標題出處: 潘妮和扎克簽署文件，在感恩節期間取消他們的婚姻。 |             |                                                         |               | |                |           |                       |
| 145 | 10          | 發現的耗散 The Discovery Dissipation                    | 马克·森卓斯基 | 故事：艾力·卡普蘭、占·雷諾茲、瑪麗亞·法拉利 劇本：史蒂文·莫拉羅、史提夫·霍蘭德、亞當·法伯曼（ Adam Faberman）                 | 2013年12月5日  | 4X5310    | 15.63                 |
| 在全国公共广播电台的《科學星期五》採訪上，艾拉·弗拉托提到薛爾登的超重元素發現是偶然的，薛爾登因為生氣而離開。艾米讓威爾·惠頓與薛爾登討論如何應付不利的名聲。後來，里安納透露他通過實驗反駁了薛爾登超重元素的存在。這激怒了薛爾登，因為他現在可以應付自己的名聲，並認為里安納拿走了能讓他成名的發現。當巴里·克里普克因里安納的發現而嘲弄薛爾登時，薛爾登怒火中燒。尷尬的艾米和潘妮聽著薛爾登和里安納在《科學星期五》上互相爭吵。因為雷傑的公寓樓進行燻蒸處理，他和他的狗“肉桂”搬進霍華德和伯納黛特的公寓一個星期。儘管雷傑非常善良和幫助他們很多，但他的出現凸顯了霍華德和伯納黛特關係的缺陷，導致他們發生爭吵。最終雷傑被趕出去，並搬進薛爾登和里安納的公寓。雷傑立即給艾米和薛爾登的關係建議；在他建議艾米對薛爾登身體接觸的限制保持耐心後，她請求雷傑離開。 標題出處: 里安納反駁了薛爾登意外發現的穩定超重元素。 |             |                                                         |               | |                |           |                       |
| 146 | 11          | 高栢的萃取 The Cooper Extraction                        | 马克·森卓斯基 | 故事：史蒂文·莫拉羅、艾力·卡普蘭、瑪麗亞·法拉利 劇本：占·雷諾茲、史提夫·霍蘭德、塔拉·埃爾南德斯                               | 2013年12月12日 | 4X5311    | 17.68                 |
| 薛爾登前往德克萨斯州幫助他姐姐在家分娩，但他像往常一樣自我陶醉並對姐姐的不適毫無同情心，根本沒有任何幫助。在視像通話期間，薛爾登的朋友們想知道如果他們從未遇到他，他們的生活會如何（就像《莫負少年頭》一樣）。潘妮指出里安納會害怕和她約會；伯納黛特認為她不會和霍華德在一起，因為他和雷傑有著奇怪的友誼；里安納推測潘妮會和扎克住在一起，扎克會用錢換豆子等無用的物品。艾米暗示，如果里安納沒有搬進來，潘妮會在沒有里安納的情況下試圖勾引薛爾登；而霍華德指出即使在母親去世後他也會照顧她（參考電影《觸目驚心》）；而雷傑和里安納則暗示他們會成為肥胖的室友（由於雷傑的高超廚藝和里安納的孤獨）；艾米認為自己會悲傷和孤獨。在艾米鼓勵薛爾登陪伴他剛出生的侄子後，雷傑注意到艾米對薛爾登產生了重大影響，里安納也向艾米展示薛爾登的屏幕保護程序上她的照片（還有薛爾登欽佩的其他科學家）。回到家後，薛爾登告訴艾米，他更希望他們一起（或乾脆代替他）前往德州。在芝士蛋糕工廠的最後一場戲中，霍華德，肥胖的雷傑和肥胖的里安納一起用餐，里安納約潘妮出去；潘妮拒絕了他，透露她正在和一個非常酷的斯圖爾特約會。場景發生變化，揭示這是斯圖爾特獨自坐在餐廳時的幻想。 標題出處: 大夥們想像如果薛爾登不在他們的生活中會是什麼樣子。 |             |                                                         |               | |                |           |                       |
| 147 | 12          | 猶豫的後果 The Hesitation Ramification                  | 马克·森卓斯基 | 故事：戴夫·格奇、占·雷諾茲、塔拉·埃爾南德斯 劇本：史蒂文·莫拉羅、史提夫·霍蘭德、瑪麗亞·法拉利                                 | 2014年1月2日   | 4X5312    | 19.20                 |
| 潘妮很高興能在《重返犯罪現場》中扮演一個小角色，但當她的鏡頭被剪掉時，她感到非常沮喪。在安慰潘妮時，里安納不小心暗示她的鏡頭不會對她的職業生涯產生任何影響，這讓她很不高興。潘妮要求里安納誠實地告訴她他對她演戲的看法，他承認認為她對成功有不切實際的野心。里安納後來意識到他的誠實可能傷害了潘妮，他通過提交一段影片向她提出了參加新星球大戰電影的試鏡機會。潘妮喝醉了並向里安納求婚，因為她認為里安納的出現是她生命中唯一的好事。因為潘妮心煩意亂和喝醉了，里安納猶豫著沒有回答，所以她離開了，他想知道他們的關係是否會結束。在霍華德的建議下，雷傑和斯圖爾特去商場希望提高與女性交談的能力，但最後只能與保安交談。在意識到沒有人覺得自己有趣後，薛爾登想學習變得更幽默，並試圖發展一套通用的幽默理論。薛爾登問艾米覺得哪些詞很有趣，這讓她感到厭煩；伯納黛特向霍華德承認，她經常假裝笑他的笑話，並最後在餐廳裡示範誇張地大聲假笑（參考電影《90男歡女愛》中餐館鏡頭一幕）。 標題出處: 里安納和潘妮的關係因為他猶豫是否回答她醉酒的求婚而陷入危險。 |             |                                                         |               | |                |           |                       |
| 148 | 13          | 職業的重新校準 The Occupation Recalibration             | 马克·森卓斯基 | 故事：艾力·卡普蘭、瑪麗亞·法拉利、塔拉·埃爾南德斯 劇本：史蒂文·莫拉羅、占·雷諾茲、史提夫·霍蘭德                               | 2014年1月9日   | 4X5313    | 20.35                 |
| 在潘妮醉酒求婚後的第二天，她向里安納承認他阻止她的做法是正確的，並且她已經辭去芝士蛋糕工廠工作以專注於演藝事業。儘管說支持潘妮，里安納對她的辭職並不感到興奮。與此同時，被迫休假的薛爾登最終與潘妮一起閒逛。薛爾登說他支持潘妮的決定，並將其與他畢生致力於成為一名物理學家相提並論。里安納最終表示，雖然他不能像她那樣冒險，但他為潘妮這樣做感到自豪。地質學家伯特每天都會給艾米帶來漂亮的石頭和她調情。在霍華德和雷傑指出這一點之前，艾米渾然不覺。儘管艾米告訴伯特她有男朋友，她還是很內疚地和他一起參加了一場“礦物和岩石展覽會”。霍華德和雷傑與伯特交談以讓艾米擺脫困境，最後他們代替艾米與伯特一起參加展覽會。伯納黛特意外損壞了霍華德的一本漫畫書，並去找斯圖爾特尋求幫助。由於斯圖爾特沒有這本漫畫書的存貨，他很不情願地將她帶到競爭對手的商店。店主傑西侮辱了斯圖爾特，因此伯納黛特責罵傑西並且沒有買漫畫書就離開了。她後來獨自回到傑西的商店並繼續責備他，但還是購買了漫畫書。 標題出處: 潘妮辭去侍應的工作，全身心地為成功的演藝事業努力。 |             |                                                         |               | |                |           |                       |
| 149 | 14          | 展覽的難題 The Convention Conundrum                     | 马克·森卓斯基 | 故事：艾力·卡普蘭、占·雷諾茲、亞當·法伯曼 劇本：史蒂文·莫拉羅、戴夫·格奇、史提夫·霍蘭德                                       | 2014年1月30日  | 4X5315    | 19.05                 |
| 在男孩們未能購得漫畫展門票後，薛爾登想創建自己的漫畫展。薛爾登決定邀請達斯·維達的配音員詹姆斯·厄爾·瓊斯成為他新活動的嘉賓。薛爾登前往瓊斯吃飯的地方並走近他。與大多數薛爾登的偶像不同，瓊斯並沒有因為薛爾登的強迫性個性和英雄崇拜而反感。瓊斯帶薛爾登在鎮上過夜，他們前往冰淇淋店、狂歡節和脫衣舞俱樂部，然後一起唱卡拉OK“狮子今晚睡着了”，更按響嘉莉·費雪的門鈴並逃跑，最後去了桑拿浴室，薛爾登開始有點厭煩瓊斯的陪伴。在得知男孩們沒有拿到漫畫展的門票後，瓊斯邀請薛爾登和他的朋友們做他的客人，並承諾每晚都會帶薛爾登去蒂華納。與此同時，里安納、雷傑和霍華德計劃與黃牛見面以獲取門票，但為了避免以後可能影響他們職業生涯的麻煩而退縮了。女孩們前往茶室去“感覺長大”，但那裡只有許多母女在用餐，所以她們離開前往酒吧，並想知道作為成年人有什麼了不起的，因為表現出“恰當的”成年人行為很無聊。 標題出處: 如何獲得漫畫展門票的難題或薛爾登為他的大會尋找嘉賓的難題。 |             |                                                         |               | |                |           |                       |
| 150 | 15          | 火車頭的操縱 The Locomotive Manipulation                | 马克·森卓斯基 | 故事：占·雷諾茲、史提夫·霍蘭德、塔拉·埃爾南德斯 劇本：史蒂文·莫拉羅、艾力·卡普蘭、瑪麗亞·法拉利                               | 2014年2月6日   | 4X5314    | 17.53                 |
| 艾米為她自己和薛爾登計劃了一個浪漫的情人節，他們將會在那柏谷葡萄酒列車上與霍華德和伯納黛特共進晚餐。薛爾登找到一個同樣痴迷於火車的朋友艾瑞克，破壞了艾米的浪漫計劃。在艾米與他對質後，薛爾登指出是她首先提出這次旅行，促使她承認她的把戲並說她自己“值得浪漫”。薛爾登生氣了，他向艾米做出各種諷刺浪漫的行徑，包括喝酒、凝視對方的眼睛、親吻；然而，所謂的假吻變成了真實的吻，這標誌著薛爾登與艾米之間第一次親密的身體接觸。薛爾登似乎也喜歡這種親密關係，他邀請艾米和他一起參觀火車的引擎。里安納和潘妮本應該好好照顧雷傑的狗“肉桂”，但“肉桂”卻吃了潘妮給里安納的巧克力。他們急忙把她送到獸醫那裡，憤怒的雷傑也趕到。雷傑與獸醫伊薇特聯繫在一起，因為他們都有養狗，並且都不贊成里安納和潘妮的所作所為。在家裡，雷傑驚訝地發現伊薇特給了他她的電話號碼。 標題出處: 艾米誘騙薛爾登在老式火車上共進情人節晚餐，以便與他度過一個浪漫的夜晚。 |             |                                                         |               | |                |           |                       |
| 151 | 16          | 餐桌的極化 The Table Polarization                       | 蓋伊·林維爾   | 故事：史蒂文·莫拉羅、瑪麗亞·法拉利、塔拉·埃爾南德斯 劇本：查克·洛爾、占·雷諾茲、史提夫·霍蘭德                                 | 2014年2月27日  | 4X5316    | 17.73                 |
| 里安納和潘妮決定為公寓買一張餐桌，這樣他們就不必再圍著咖啡桌吃飯了。薛爾登反對這種改變，指責潘妮改變了里安納，然而她指出艾米也改變了他。薛爾登對此以及艾米告訴潘妮關於吻的事情不而滿意，他決定與艾米分手。潘妮提醒艾米，艾米假裝同意分手，並通過說服薛爾登里安納在操縱他，阻止了薛爾登的計劃。艾米在薛爾登身旁為他提供反對里安納的論點，但當她建議薛爾登與她一起住時，她太過分了並馬上被他識破意圖。最後，艾米和薛爾登一起在沙發上吃飯，其他人在餐桌吃飯，直到每個人都同情薛爾登，最後都回到了咖啡桌旁。與此同時，NASA要求霍華德重回國際太空站。霍華德忘記了他可怕的第一次，並急切地想要回來的太空旅程。伯納黛特干涉，提醒霍華德他必須再次接受生存訓練。霍華德在進行血壓測試時給母親打電話，從而使他的血壓升高，他的身體檢查因而失敗了。 標題出處: 里安納和薛爾登對買餐桌的想法的兩極分化反應。 |             |                                                         |               | |                |           |                       |
| 152 | 17          | 友誼的動盪 The Friendship Turbulence                    | 馬克·森卓斯基 | 故事：史蒂文·莫拉羅、艾力·卡普蘭、塔拉·埃爾南德斯 劇本：占·雷諾茲、史提夫·霍蘭德、瑪麗亞·法拉利                               | 2014年3月6日   | 4X5318    | 18.09                 |
| 潘妮告知大夥們，她拒絕了重新出演她主演的恐怖電影的續集——《連環殺人猿2：猴見猴殺》。後來，潘妮的車拋錨了，她無法參加試鏡，而她的連環殺人猿角色給了另一位女演員，因此她考慮重新開始她芝士蛋糕工廠的工作。里安納用一輛新車給潘妮一個驚喜，這樣她就可以進一步追求她的演藝事業。與此同時，薛爾登侮辱霍華德，伯納黛特想知道他為什麼總是這樣。薛爾登詳細講述了十年來霍華德對他的惡作劇和侮辱。霍華德想成為一個更好的朋友，因而邀請薛爾登到侯斯頓的NASA度過一個週末，因為他會在那裡進行演講，薛爾登稍後可以去看望他的母親。在飛機上，兩人被晴空亂流嚇壞了，他們承認尊重對方是朋友，如果沒有對方生活將會很空虛。在其他地方，雷傑讓艾米幫忙回覆聯繫他約會網站的艾蜜莉。雷傑因而顯得過於被動，被艾蜜莉拒之門外。艾米和艾蜜莉有很多共通點，她們一起食下午茶，直到雷傑不請自來地出現並打斷了她們，使艾蜜莉馬上離開並破壞了她們建立友誼的機會。 標題出處: 霍華德和薛爾登友誼的情感動盪和他們在飛機上一起經歷的身體動盪。 |             |                                                         |               | |                |           |                       |
| 153 | 18          | 媽媽的觀察 The Mommy Observation                        | 馬克·森卓斯基 | 故事：占·雷諾茲、史提夫·霍蘭德、瑪麗亞·法拉利 劇本：史蒂文·莫拉羅、艾力·卡普蘭、安東尼·德爾·布羅科洛                          | 2014年3月13日  | 4X5319    | 17.34                 |
| 薛爾登和霍華德拜訪了薛爾登的母親瑪麗，想給她一個驚喜，但薛爾登透過窗戶看到她在做愛後逃跑了。薛爾登返回母親家中，並開始與母親爭論，然後被她強迫回到房間待着。在霍華德告訴薛爾登自己曾經趕走母親的一個仰慕者後，薛爾登向母親瑪麗道歉，說他會表面上接受她的選擇，但內心譴責她違背宗教信仰的虛偽。瑪麗原諒了薛爾登，並稱讚他良好的基督徒心態。與此同時，大夥們的剩餘成員被拉進了由雷傑安排的謀殺之謎派對，而斯圖爾特是屍體。“時間旅行”到雷傑設想的未來，設定中的里安納和潘妮因為事業成功而分手。兩人爭辯說，如果要求其中一人為了對方的成功而放棄夢想，他們會怎麼做。斯圖爾特相信里安納和潘妮最終會在一起，並說他們是他認識的“最棒情侶”。他認為潘妮讓里安納更加自信，而里安納讓潘妮更深入地思考這個世界。潘妮被觸動了，不小心暴露了自己是兇手的身份，破壞了雷傑的派對。里安納建議，無論發生什麼，他們都會在20年後的公寓前見面，共進晚餐。20年的時間終於到了，最終只有斯圖爾特出現。 標題出處: 薛爾登無意中觀察到他母親的新愛情生活。 |             |                                                         |               | |                |           |                       |
| 154 | 19          | 優柔寡斷的合併 The Indecision Amalgamation              | 安東尼·里奇   | 故事：比爾·皮禮迪、艾力·卡普蘭、占·雷諾茲 劇本：史蒂文·莫拉羅、戴夫·格奇、史提夫·霍蘭德                                       | 2014年4月3日   | 4X5320    | 17.73                 |
| 決定時間：雷傑必須決定是否同時與艾蜜莉和露西約會，因為他遇到了艾蜜莉，她決定再給他一次機會，他也接到露西的電話，她說想念他；潘妮在收到無條件重拍的提議後，必須決定是否接受她在恐怖電影《連環殺人猿2：猴見猴殺》中的角色；以及薛爾登在發現自己的娛樂中心只能再容納一台遊戲機後，在購買PlayStation 4或Xbox One之間猶豫不決。在他們的晚餐約會中，薛爾登漫無目的的決定惹惱了艾米，她假裝誇大了興趣，然後在百思买琢磨最終選擇了幾個小時。薛爾登最後問他的朋友們他們會買什麼遊戲機。雷傑說Xbox One，里安納說Playstation 4，潘妮對這個問題感到困惑，霍華德說兩個都很棒，伯納黛特說她“喜歡Wii”，這讓薛爾登感到驚訝並回覆“謝謝奶奶”。里安納和潘妮向威爾·惠頓尋求職業建議。然而，威爾回憶起他在演藝界的困難和試鏡被拒絕，最終變得沮喪。接受這份工作後，潘妮發現威爾就是電影中她與之搏鬥的比堅尼猩猩。艾蜜莉告訴雷傑她不介意他和別人約會，所以他也繼續與露西約會。與此同時，伯納黛特為一位即將退休的同事簽了一張卡片後，發現她寫的內容非常不恰當，因為這張卡片實際上是給這位經歷了一場可怕事故的女同事準備的“康復”卡片。 標題出處: 許多角色對他們的各種問題的優柔寡斷。                                                                |             |                                                         |               | |                |           |                       |
| 155 | 20          | 關係的分離 The Relationship Diremption                  | 馬克·森卓斯基 | 故事：史蒂文·莫拉羅、比爾·皮禮迪、占·雷諾茲 劇本：查克·洛爾、艾力·卡普蘭、史提夫·霍蘭德                                       | 2014年4月10日  | 4X5321    | 16.49                 |
| 在雷傑因為與另一個女人約會而被露西拒絕後，他和艾蜜莉與霍華德和伯納黛特進行了雙重約會，這樣他們就可以在雷傑嚇跑艾蜜莉之前見到她。起初，雷傑擔心霍華德會拿自己的缺點開玩笑。然而，霍華德卻成了所有笑話的焦點：他多年前與艾蜜莉相親，由於肚子痛，他嚴重堵塞了她的馬桶並馬上跑走。與此同時，最近大爆炸理論的發現使薛爾登認為自己浪費了生命試圖證明弦理論。在潘妮的建議下，他決定擺脫他所有的弦理論書籍並轉向一個新的研究領域。雖然薛爾登對他所有可能的選擇（包括地質學，他認為這不是真正的科學）表示失望，但里安納和潘妮告訴他不要急於求成。最終，艾米讓醉酒的薛爾登上床睡覺。當薛爾登醒來時，他驚恐地看到自己懷裡的東西：一本地質學書。在打電話給艾米為嚇跑她而道歉的同時，他還發現他給史提芬·霍金的電話答錄機打了幾個醉酒電話。薛爾登和霍華德後來就各自的問題互相安慰。 標題出處: 薛爾登比喻他在弦理論方面的工作，就好像是一段失敗的關係。 |             |                                                         |               | |                |           |                       |
| 156 | 21          | 任何事都能發生的再起 The Anything Can Happen Recurrence | 馬克·森卓斯基 | 故事：史蒂文·莫拉羅、艾力·卡普蘭、亞當·法伯曼 劇本：占·雷諾茲、史提夫·霍蘭德、塔拉·埃爾南德斯                                 | 2014年4月24日  | 4X5322    | 16.44                 |
| 在恢復“任何事都能發生的星期四”之後，薛爾登、里安納和潘妮在鎮上四處遊蕩，尋找新的餐廳或可做的事情。他們發現艾米和伯納黛特向朋友們撒謊沒有空後正在一起吃飯。她們說很厭倦聽到薛爾登抱怨尋找新的研究領域和潘妮抱怨她糟糕的電影。里安納表示自己有相同想法，所以薛爾登和潘妮生氣地一同離去。伯納黛特也承認對霍華德撒謊，潘妮打電話通知霍華德，但伯納黛特說她會穿上天主教女學生制服來彌補。艾米告訴里安納，她很嫉妒薛爾登和潘妮相處得多麼融洽。雷傑和艾蜜莉將會一起看一部恐怖片，雷傑和霍華德一起看作準備，然而他們都對該電影感到很不安。艾蜜莉後來說她也覺得這部電影令人不安，但在她說這類電影會提起她的性慾後，雷傑馬上和她一起看了。晚飯後，潘妮拉薛爾登去看靈媒，靈媒說如果他對他的女朋友艾米做出更多的承諾，他所有的問題都會得到解決。驚慌失措的薛爾登嘲笑這個“瘋子”，並衝出靈媒的店舖，讓潘妮目瞪口呆。 標題出處: 從《荷夫斯特的同位素》一集中回歸的“任何事都能發生的星期四”。 |             |                                                         |               | |                |           |                       |
| 157 | 22          | 質子的幻化 The Proton Transmogrification                | 馬克·森卓斯基 | 故事：占·雷諾茲、瑪麗亞·法拉利、傑里米·豪 劇本：史蒂文·莫拉羅、艾力·卡普蘭、史提夫·霍蘭德                                     | 2014年5月1日   | 4X5317    | 16.07                 |
| 男孩們為星球大戰日做準備，并計劃觀看全部六部電影。里安納告訴薛爾登，他們兒時的英雄「質子教授」阿瑟·謝菲斯博士已經去世。薛爾登聲稱自己沒有問題，並準備與雷傑和霍華德一起開始電影馬拉松；與此同時，伯納黛特和艾米為男孩們做了一個死星蛋糕，同時談論她們為什麼成為科學家。潘妮和里安納在同一天參加了阿瑟的葬禮，並開始討論他們的人生遺憾；他後悔沒有接受她的求婚。潘妮曾拒絕里安納兩次求婚，而他只拒絕她一次，這讓里安納更難過。潘妮再次求婚讓里安納感覺好點（並拉平比分）。里安納選擇猶豫不決是否答應來取笑潘妮，令她沮喪。當薛爾登在電影馬拉松途中睡覺時，阿瑟打扮成絕地大師在他夢中出現。阿瑟不知道自己為什麼會在這裡，也不知道要給薛爾登什麼建議，但是在薛爾登傾訴自己家中所有的男性偶像都死了，阿瑟告訴他要珍惜現在身邊的人。里安納回到家後，薛爾登醒來並擁抱了他，意味住他接受了阿瑟的建議。 標題出處: 質子教授去世，並以絕地大師的身份出現在薛爾登的夢中。 |             |                                                         |               | |                |           |                       |
| 158 | 23          | 大猩猩的解散 The Gorilla Dissolution                    | 彼得·查科斯   | 故事：查克·洛爾、占·雷諾茲、傑里米·豪 劇本：史蒂文·莫拉羅、史提夫·霍蘭德、艾力·卡普蘭                                         | 2014年5月8日   | 4X5323    | 14.42                 |
| 霍華德、伯納黛特和雷傑將跑步機搬到霍華德母親家的霍華德舊房間，因為她的醫生說她需要做更多運動。跑步機滑下樓梯，撞斷了霍華德母親的腿。這對夫婦後來努力照顧她，就像照顧剛出生的嬰兒一樣，但最終受不住而聘請了一名住家護士。里安納來到《連環殺人猿2：猴見猴殺》的電影片場，潘妮在爭論重複拍攝時反駁了導演。導演侮辱潘妮並解僱了她，而威爾站在她一邊，也被解僱了。他們和里安納在酒吧裡互相同情，直到威爾被叫去試鏡《龍捲鯊2》。在家裡，潘妮告訴里安納她必須做出更好的生活決定，並提議他們結婚。里安納想確保這不僅僅是因為潘妮被解僱並感到難過而做出魯莽決定。潘妮說被電影解僱是發生在她身上的最好的事情，並意識到要得到快樂，她只需要里安納而不是名聲。里安納從錢包裡拿出戒指並正式求婚，潘妮欣然接受。在電影院中，薛爾登和雷傑遇到艾蜜莉和另一個男人約會。當他們討論為什麼女人不喜歡雷傑時，薛爾登建議他克服對孤獨的恐懼。艾蜜莉後來向雷傑解釋說，那個男人給她做了最後一個紋身，在最近幾個月一直嘗試約她出去；她答應了並隨便應付。艾蜜莉請求雷傑檢查她的三個紋身“在肩膀上；不在肩膀上；絕對不在肩膀上”，然後和他度過浪漫的一晚。 標題出處: 潘妮和威爾都被糟糕的大猩猩主題恐怖電影解僱了。                                       |             |                                                         |               | |                |           |                       |
| 159 | 24          | 現狀的燃燒 The Status Quo Combustion                    | 馬克·森卓斯基 | 故事：艾力·卡普蘭、占·雷諾茲、傑里米·豪 劇本：史蒂文·莫拉羅、史提夫·霍蘭德、塔拉·埃爾南德斯                                   | 2014年5月15日  | 4X5324    | 16.73                 |
| 里安納和潘妮告訴大夥們他們訂婚了；所有人都很高興，但聽到雷傑和艾蜜莉做愛了卻更高興。里安納的母親對他訂婚的消息無動於衷，但接受了潘妮，因為薛爾登非常喜歡她。薛爾登對大學不讓他改變研究領域感到憤怒，並考慮辭職；里安納和潘妮結婚後不想和他住在一起，這讓他更加沮喪；他對艾米提出住在一起的建議感到不安；當他發現斯圖爾特的漫畫書店被大火燒毀時，他最後的神經崩潰了；薛爾登決定離開城市去弄清楚他想要什麼。里安納追踪薛爾登至火車站，想說服他和他們一起回家，但潘妮說他們應該讓他走。薛爾登打電話給艾米說他沒事，然後心煩意亂的艾米用枕頭攻擊里安納，因為他讓薛爾登離開了。與此同時，霍華德的媽媽太難照顧了，所有雇來照顧她的護士都離開，連潘妮也不例外。霍華德為斯圖爾特提供了這份工作，在他失去漫畫書店並嘗試重新再來時，給了他錢和一個家。斯圖爾特非常喜歡這份工作，並與霍華德的母親出奇地親近。 標題出處: 劇中人物的各種生活變化改變了現狀。 |             |                                                         |               | |                |           |                       |